# Giuseppe Natali (pittore)
Giuseppe Natali (Casalmaggiore, 1652 – 1722) è stato un pittore italiano del periodo barocco, attivo principalmente a Cremona e in Lombardia.

## Biografia
Figlio di Giovanni Battista Natali (Bologna, c 1630 - Cremona, c 1700) e nipote di Carlo Natali (detto il Guardolino), ricevette la sua prima formazione in loco con Girolamo Pellizoni e fu successivamente allievo di Pietro da Cortona a Roma. In seguito tornò a lavorare a Cremona.
Divenne un noto pittore di quadratura e e fu influenzato da pittori di questo genere a Roma e Bologna, tra cui Girolamo Curti, Angelo Michele Colonna e Agostino Mitelli. I suoi fratelli Francesco, Lorenzo e Pietro erano assistenti nel suo studio. Ebbe un figlio e un nipote (Giovanni Battista Natali), entrambi pittori.
Tra le sue opere a Cremona si ricordano affreschi per i seguenti siti:
- Cappella di Santa Caterina nella Chiesa di San Domenico
- Chiesa parrocchiale di Sant'Andrea
- Sant'Andrea Crocifisso presso l'altare della chiesa di San Pietro al Po
- Presbiterio di San Sigismondo
- Chiesa di San Domenico alla porta delle Beccarie vecchie
- Cappella nella Chiesa di Sant'Imerio e Clemente
- Chiesa di San Sigismondo
- Pala d'altare presso la Chiesa di San Francesco